# آزمایش آزمایشگاه تجسس بیماری‌های آمیزشی

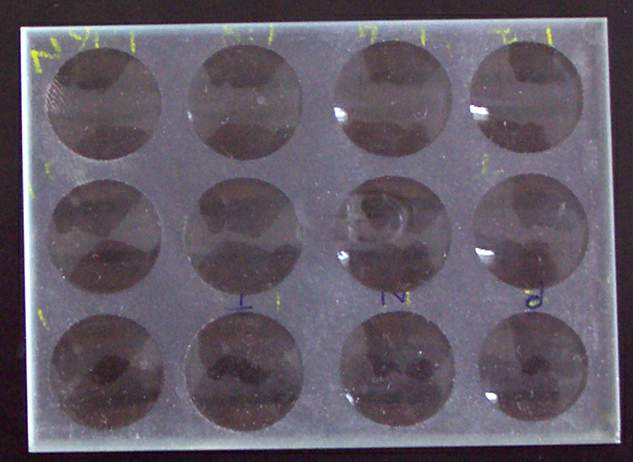
آزمایش VRDL جهت تشخیص بیماری سیفلیس

آزمایش آزمایشگاه تجسس بیماری‌های آمیزشی (انگلیسی: Venereal Disease Research Laboratory test یا VDRL) آزمایشی است که برای تشخیص بیماری سیفلیس انجام می‌گیرد. این آزمایشی نوعی آزمایش غیر ترپونمال است و پس از آن انجام برای تأیید باید آزمایش ترپونمال (مانند آزمایش لختگی ذرات پلادیوم تریپونمال) انجام گیرد.
آزمایش VDRL اولین بار قبل از جنگ جهانی اول انجام گرفت و در سال ۱۹۰۶ توسط آوگوست فن واسرمان پیشرفت یافت.